# Whitworth Egyetem

A Whitworth Egyetem az USA Washington államának Spokane városában működő evangélikus magánegyetem. Az 1890-ben alapított intézmény ideiglenes rektora Scott McQuilkin.

## Története
George F. Whitworth 1893-ban alapította meg a sumneri akadémiát, amely Whitworth Főiskola néven 1899-ben Tacomába költözött. A rivális intézmények, valamint a város és az egyház támogatásának hiányában az intézmény pénzügyi nehézségekkel küzdött, így 1914 szeptemberében a spokane-i presbitérium és Jay P. Graves vasútmágnás ajánlatát elfogadva székhelyét Spokane-be helyezték át; a költségeket a Spokane lakossága és a washingtoni zsinat általi adományokból fedezték. 1942-ben az anyagi problémákkal küzdő Spokane-i Junior Főiskola a Whitworth Főiskolába olvadt.
Az intézmény egyetemmé alakulásáról 2006-ban döntöttek, amely 2007. július 1-jén lépett életbe.

## Kampusz
A 0,81 km2-es campus Spokane északi részén található; jelentős részét fák és zöldterületek foglalják el. A belvárosban 2009-ben további létesítmények nyíltak.
2010 óta minden újonnan átadott egyetemi épület rendelkezik a fenntarthatóságot díjazó LEED minősítéssel.
A Robinson épület a természettudományos létesítmények bővítésének első fázisaként 2011-ben nyílt meg. Az új egészségtudományi épület kivitelezése miatt 2020-ban több szervezeti egységet is áthelyeztek. 13 millió dollárból atlétikai centrum épült. A vallástudományi központot 2018-ban, a Megan E. Thompson uszodát 2019-ben adták át.

## Sport
Az egyetem sportegyesülete a Whitworth Pirates, amely a Northwest Conference tagjaként a National Collegiate Athletic Association III-as divíziójában játszik. Az egyesületnek atlétikai, golf-, tenisz-, lacrosse- és softball-, amerikaifutball-, kosárlabda- és baseballcsapatai is vannak. Az amerikaifutball-mérkőzések helyszíne a campuson fekvő Pine Bowl stadion.

## Hallgatói élet
A hallgatói életért felelős Associated Students of Whitworth University kollégiumi és programfelelősöket is választ, akik szavazati joggal is rendelkeznek. A szervezetnek négy vezető tisztségviselője (elnök, ügyvivő alelnök, gazdasági alelnök és kommunikációs igazgató) van.

## Média
A hallgatói önkormányzat által üzemeltetett Whitworth.fm online rádió zenéket, talk show-kat és egyetemi sporthíreket sugároz. A The Whitworthian hetilap több díjat is nyert (ilyen például a Hivatásos Újságírók Társasága által adható „Nem naponta megjelenő hallgatói lap”).
A Natsihi című évkönyv 1914 óta jelenik meg.

## Nevezetes személyek
- Alfred Mutua, kenyai politikus[20]
- Austin Washington, labdarúgó[21]
- Brian Fennell, zenész[22]
- Dan Inosanto, harcművész-instruktor[23]
- David Myers, pszichológus és író[24]
- Edward Kienholz, installációs művész[25]
- Jenna Lee Nardella, a HIV/AIDS terjedése és az afrikai vízproblémák elleni Blood: Water Mission társalapítója[26]
- Kevin C. Parker, adjunktus[27]
- Michael Allan, amerikaifutball-játékos[28]
- Michael K. Le Roy, a Kálvin Egyetem rektora[29]
- Mike Riley, amerikaifutball-edző[30]
- Ralph Polson, kosárlabdázó[31]
- Ray Stone, az idahói Coeur d’Alane egykori polgármestere[32]
- Ray Washburn, baseballozó[33]
- Richard Carr, a légierő vezető káplánja[34]
- Richard Cizik, az Evangélikusok Nemzeti Szövetségének kormányzati kapcsolatokért felelős alelnöke[35]
- Sara Jackson-Holman, énekes-dalszerző[36]
- Sia Figiel, regényíró[37]
- Stephen C. Meyer, a Discovery Institute igazgatója[38]
- Trevor St. John, színész[39]

## Fordítás
- Ez a szócikk részben vagy egészben  a   Whitworth University című angol Wikipédia-szócikk ezen változatának fordításán alapul.  Az eredeti cikk szerkesztőit annak laptörténete sorolja fel. Ez a jelzés csupán a megfogalmazás eredetét és a szerzői jogokat jelzi, nem szolgál a cikkben szereplő információk forrásmegjelöléseként.